# Еттен-Леур
Еттен-Леур (нід. Etten-Leur; вимоваⓘ) — муніципалітет і населений пункт в нідерландській провінції Північний Брабант. Населення муніципалітету налічує 44.652 жителів (31 січня 2023), а площа складає 55,90 км² (з яких 0,61 км² — вода).

## Історія
Села Еттен і Леур завжди були частиною одного муніципалітету, який спочатку називався «Etten c.a.» (cum annexis), пізніше це змінилося на Еттен і Леур (Etten en Leur). Сучасну назву Еттен-Леур отримав у 1968 році. На той час села зрослися в одне ціле.
Межа між Еттен і Леур пролягала вздовж річок Сандер, Баай і Лаге Неерстраат. Обидва села, створені в середні віки, були відносно процвітаючими в період Голландської республіки, за винятком періоду Вісімдесятирічної війни, в якій ця територія була основним полем битви. Це було викликано тим, що Еттен був центром виробництва торфу, а Леур був місцевим торговим портом, оскільки тут була гавань.
Занепад економічного значення обох сіл позначився на обох селах протягом ХІХ століття. У 1836 році Арнольд Дамен залишив Леур, щоб працювати місіонером у Сполучених Штатах. Художник Вінсент Ван Гог недовго жив у Еттен, що зробило його найвідомішим громадянином в історії Еттен і Леур.
Еттен-Леур був координаційним центром для (французьких) військ, дислокованих у Північному Брабанті напередодні Другої світової війни. Під час Другої світової війни два села були звільнені від німецької окупації наприкінці жовтня 1944 року частинами 104-ї піхотної дивізії США.
У 1953 році відбулася корекція кордону з муніципалітетом Рукфен. В результаті село Сент-Віллеборд, яке виникло на прикордонній території між муніципалітетами Ховен, Рукфен та Еттен-Леур, значною мірою відійшло до муніципалітету Рукфен. Частина Сент-Віллеборда на північ від Rijksweg 58 залишилася у підпорядкуванні Еттену.
До 1968 року Еттен-Леур називався Еттен і Леур. Близько 1968 року села об'єдналися під одною назвою Еттен-Леур.
Зникнення національного шосе 58 (Rijksweg 58) з центру Еттен-Леур створило простір для перепланування центру міста. Приблизно з 2000 року на колишньому національному шосе, під ним і навколо нього сформувався компактний центр міста. У загальному плані розвитку центру міста передбачено 1 000 підземних паркомісць, 13 500 м² торгових площ, 2 000 м² закладів громадського харчування, 400 житлових будинків і 10 000 м² офісних площ, більшість з яких займають муніципальні установи.

## Топографія
Зображення топографічної карти Еттен-Леур станом на вересень 2022 року. Натисніть на карту, щоб збільшити.

## Адміністративний поділ
Еттен-Леур має новий центр з 2005 року і складається з 13 районів: Баай, Банаккерс, Буйтенгебід, Центр-Вест, Центр-Ост, Де Грієнт, Де Кін, Еттен-Лер-Норд, Грауве-Полдер, Хоге-Нерстраат, Хоогуїс, Сандербанкен і Шенмакерсхук. У межах муніципальних кордонів немає інших центрів. Однак існують плани щодо розширення у вигляді 2 додаткових районів у найближчому майбутньому.

## Події
- Марафон Еттен-Леур
- Servais Knaven Classic, перша неділя травня
- Щорічний ярмарок, вересень
- Фестиваль у гавані Леура, червень
- Ралі GTC
- Маршрут Smartlap
- Видовище MaMi
- Лілії біжать
- Поп-ефір
- Липневий ярмарок
- Кращі танці (літо)
- Портова вечірка в Леур (травень)
- Food Truck Festival (травень)
- CUMEL (Культурна маніфестація в Еттен-Леур)
- Meulemart
- Фестиваль на площі Еттен-Леур
- Професійний велотур Еттен-Леур (серпень)
- Lekker Etten-Leur, 1-і вихідні вересня
- Апельсиновий ринок
- Молодіжна країна Еттен-Леур
- Old Style Jazz Festival
- Літній вечір в Еттен-Леур
- Фестиваль пива вітає нові сорти пива (жовтень)
- Вечірня чотириденка

## Економіка

### Магазини

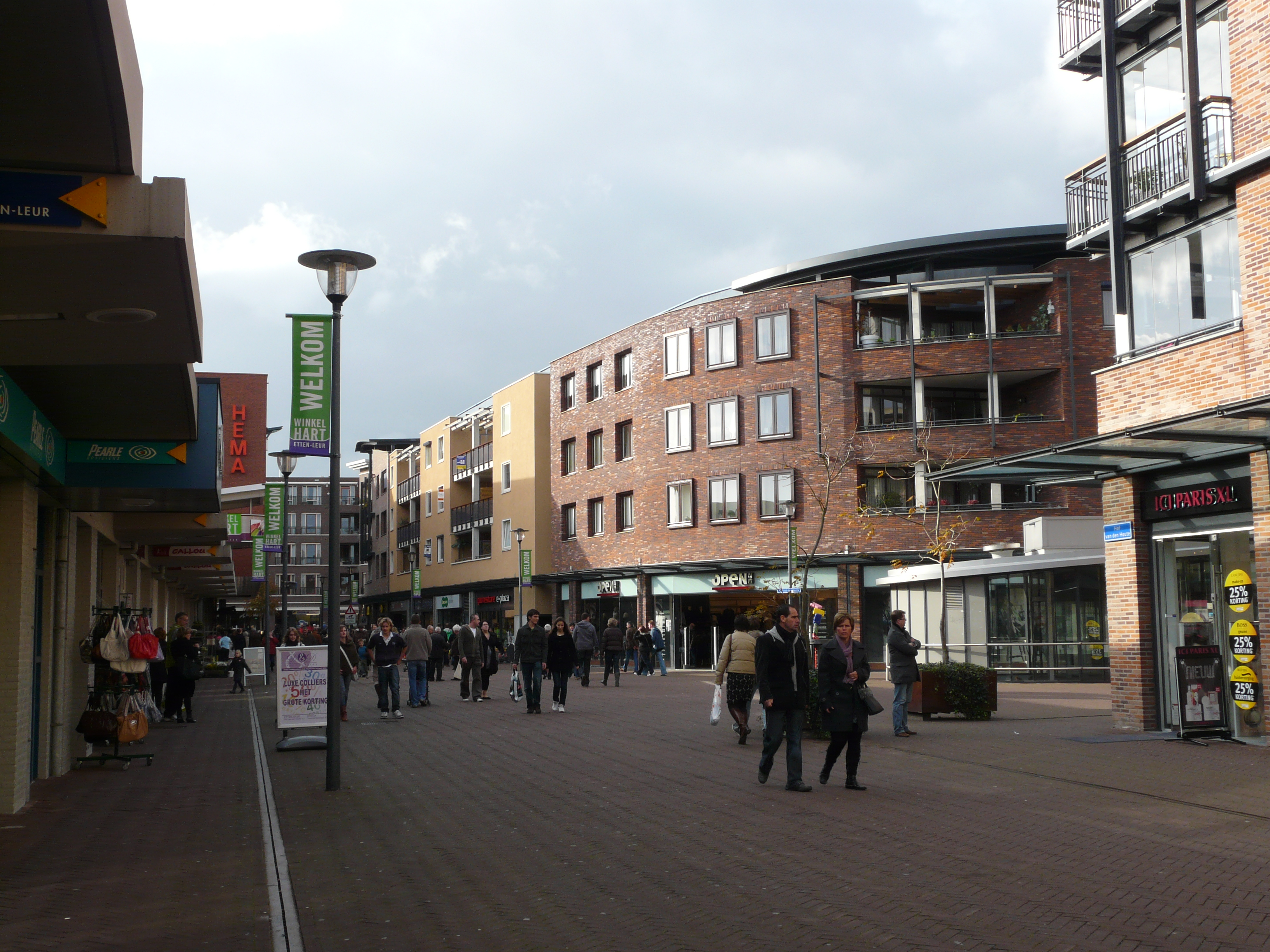
Торговий центр Еттен-Леур

Центр Еттен-Леур (центральна частина колишнього села Еттен) складається з торгової зони, частково закритої під торговий центр. Так званий Winkelhart Etten-Leur з підземним паркінгом було завершено влітку 2005 року. Реконструкція стала можливою завдяки об'їзду автомагістралі A58 навколо Еттен-Леур. Крита частина відома як перший критий торговий центр у Нідерландах. Він був відкритий у 1965 році в присутності тодішнього державного секретаря Йоопа Баккера та мера А. Й. А. Одеркерка.
На території Winkelhart Etten-Leur розташовано близько 200 магазинів, включаючи магазини різних мереж, два супермаркети та багато менших крамниць. Вечір шопінгу проходить п'ятницями. Щотижня в середу вранці з 9:00 до 12:00 на площі Raadhuisplein проводиться ринок.
В районі Еттен-Леур-Норд знаходиться центральна частина колишнього центру села Леур. На початку 1990-х років муніципалітет Еттен-Леур вирішив побудувати нові житлові райони на північній стороні цього району. З огляду на розвиток нових житлових районів Де Кін і Шенмакерсхук та прибуття нових мешканців, у 2003 році було вирішено розширити асортимент магазинів на вулиці Ван Бергенплейн та навколо неї, поєднавши це з переплануванням Геркейда. Таким чином, розташований по сусідству торговий центр став другим важливим місцем для покупок в Еттен-Леур. Щоп'ятниці вранці з 09.00 до 12.00 на Ван Бергенплейн працює ринок.

## Культура

### Заклади культури
У приміщенні Turfschip на Schipperstraat розташовано кілька клубів.

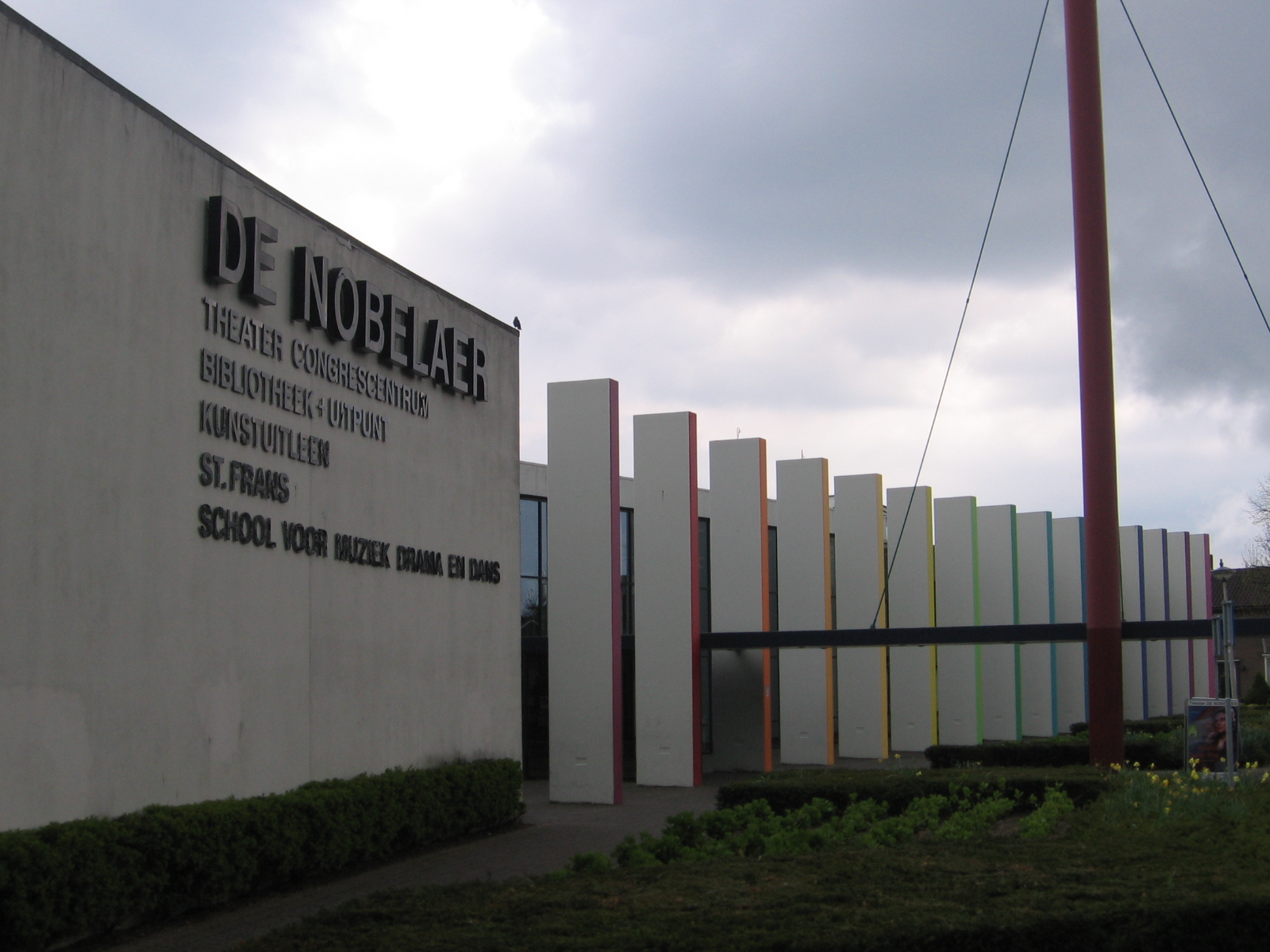
De Nobelaer

Еттен-Леур також є домівкою для кількох інституцій образотворчого мистецтва. Дорнбос є центром образотворчого мистецтва в муніципалітеті. Він пропонує різні дисципліни, такі як скульптура, малювання та фотографія. Сінт-Франс — муніципальний центр музики, танцю і театру. У муніципалітеті також є кілька танцювальних шкіл і хорів.
De Nobelaer є майданчиком для різних митців, цей заклад є муніципальним театром. У будівлі знаходиться бібліотека та мистецький центр Sint-Frans. Ззовні будівлі розмістилися Popcollectief Etten-Leur (POPEL) та Speel-o-theek Sam Sam. Відкрите 2 квітня 2022 року, нове приміщення за адресою Parklaan 2 ділитиме автостоянку з басейном. Разом з новим приміщенням було запроваджено нову назву «de Nobelaer», а «Nieuwe Nobelaer» зникне.

### Історичні особи
Основними історичними постатями, пов'язаними з Еттен-Леур, є Вінсент ван Гог в Еттен, Адріан ван Берген і Сибранд Херма ван Фосс в Леур.

## Політика

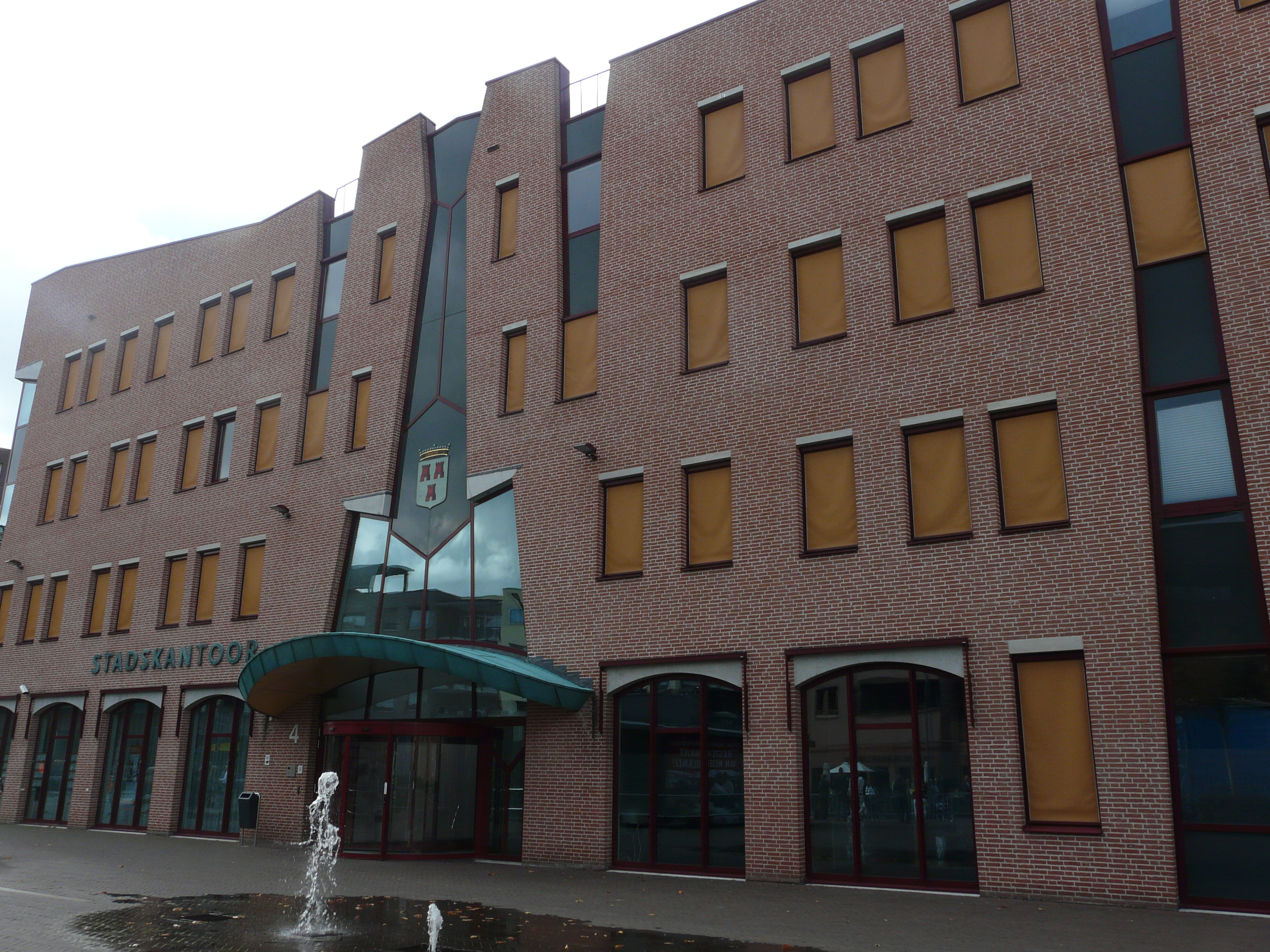
Ратуша

### Місцева рада
Нижче наведено кількість місць, отриманих партіями на муніципальних виборах з 1998 року:
| Місця у міській раді | Місця у міській раді | Місця у міській раді | Місця у міській раді | Місця у міській раді | Місця у міській раді | Місця у міській раді | Місця у міській раді |
| Партії               | 1998 рік             | 2002 рік             | 2006 рік             | 2010 рік             | 2014 рік             | 2018 рік             | 2022 рік             |
| -------------------- | -------------------- | -------------------- | -------------------- | -------------------- | -------------------- | -------------------- | -------------------- |
| APB                  | 7                    | 5                    | 5                    | 7                    | 6                    | 6                    | 6                    |
| CDA                  | 5                    | 7                    | 6                    | 5                    | 6                    | 6                    | 5                    |
| Ons Etten-Leur       | -                    | 2                    | 3                    | 3                    | 3                    | 5                    | 5                    |
| VVD                  | 4                    | 4                    | 5                    | 5                    | 4                    | 3                    | 4                    |
| GroenLinks / PvdA    | 2                    | 2                    | 1                    | 2                    | -                    | 2                    | 3                    |
| D66                  | 1                    | 1                    | 1                    | 2                    | 4                    | 2                    | 2                    |
| Leefbaar Etten-Leur  | -                    | -                    | -                    | -                    | 2                    | 2                    | 2                    |
| PvdA                 | 5                    | 4                    | 6                    | 3                    | 2                    | 1                    | -                    |
| Інші                 | 1                    | -                    | -                    | -                    | -                    | -                    | -                    |
| Всього               | 25                   | 25                   | 27                   | 27                   | 27                   | 27                   | 27                   |
| Відвідуваність       |                      |                      |                      | 49,10 %              | 47,61 %              | 48,74 %              | 46,25 %              |

### Рада
Партійна коаліція на період 2022—2026 років складається з APB, CDA і Ons Etten-Leur. Окрім мера та секретаря міської ради, до складу колегії депутатів входять один депутат від APB, один депутат від CDA та один депутат від Ons Etten-Leur.
| Рада мера та депутатів | Рада мера та депутатів                                      | Рада мера та депутатів                                                |
| ---------------------- | ----------------------------------------------------------- | --------------------------------------------------------------------- |
| Міський голова         | Міранда де Фріз (PvdA, до 1 січня 2023 р.)                  | - Належне врядування                                                  |
| Міський голова         | Марк Верхейєн (VVD, в.о. з 1 січня по 26 вересня 2023 року) | - Належне врядування                                                  |
| Міський голова         | Марина Старманс-Гелінс (VVD, від 26.09.2023)                | - Належне врядування                                                  |
| Депутати               | Жан-П'єр Шу (APB)                                           | - 1-й заступник міського голови - Середовище проживання               |
| Депутати               | Ger de Weert (CDA)                                          | - 2-й заступник міського голови - Фінанси, економіка, сталий розвиток |
| Депутати               | Рене Вервеймерен (Ons Etten-Leur)                           | - 3-й заступник міського голови - Суспільство                         |
| Муніципальний секретар | Кор Смітс                                                   |                                                                       |

## Дорожній рух і транспорт

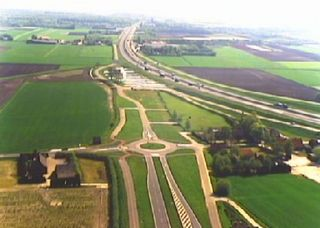
Старе шосе 58 поруч з A58

До 1999 року шосе 58 проходило через забудований район Еттен-Леур. Дорога мала 2х2 смуги руху з перехрестями і обслуговувала наскрізний рух між Розендалем і Бредою. Існували проблеми з бар'єрами та інші проблеми, пов'язані з придатністю для життя. 23 листопада 1999 року було відкрито шосе A58 на південь від Еттен-Леур, що значною мірою усунуло ці проблеми. Стара національна дорога була призначена для місцевого руху і частково знесена, щоб звільнити місце для нової ратуші і торгового центру. На новій ратуші наріжний камінь нагадує про стару національну дорогу. Через муніципалітет проходить залізнична лінія Розендал — Бреда. У муніципалітеті ведеться багато дискусій про перенаправлення залізничної колії, щоб покращити сполучення між Еттен і Леур. Інший аспект можливої зміни маршруту полягає в тому, що по ньому може курсувати більше поїздів, що перевозять небезпечні матеріали. У нинішній ситуації мешканці відчувають незручності у вигляді переважно шумового забруднення, можливого неприємного запаху і суб'єктивного відчуття небезпеки від цих поїздів.

### Громадський транспорт
Громадський транспорт в Еттен-Леур складається із залізничного сполучення на станції Еттен-Леур та трьох ліній Bravodirect. Є також кілька місцевих автобусів і районний автобус.
- Районний автобус 215
- Місцевий автобус 216: Еттен-Леур — Принсенбек
- Місцевий автобус 219: Еттен-Леур — Зевенберген
- Місцевий автобус 225: Еттен-Леур — Зюндерт
- Bravodirect 311: Бреда — Уд Гастел
- Bravodirect 312: Бреда — Розендал
- Bravodirect 316: Бреда — Еттен-Леур (Центр)
- Шкільний автобус 611: Уд Гастел → Бреда

## Народилися в Еттен-Леур
- Ян Арнуц (1958), гравець у карамболь у більярд
- Адріан ван Берген (Лейр), особа часів Вісімдесятирічної війни
- Арнольд Дамен (Лер, 1815—1890), місіонер у США
- Антон Гаутепен (1940—2010), теолог і публіцист
- Ян Лейтен (1926—2014), юрист, суддя та письменник
- Барт Мейерс (1997), футболіст
- Пол Рабберінг (1979), діджей на радіо
- Ян Якоб Рохуссен (Еттен, 1797—1871), політик (у тому числі прем'єр-міністр 1858—1860)
- Бернд Рокс (1976), політик
- Міхаела Спаанстра (1977), тенісистка на візках
- Денні ван Трійп (1996), гравець у дартс
- Тон Верлінд (1950), репортер, телеведучий, головний редактор Brandpunt
- Ян Фрієндс (1901—1992), біолог
- Ліндсі ван Зундерт (2005), фігуристка

## Цікаве
В Еттен-Леур Вінсент Ван Гог досяг переломного моменту у своїй кар'єрі. Він зазнав невдачі як продавець мистецтва, вчитель і проповідник і покинув навчання в Академії образотворчих мистецтв у Брюсселі. Він вперше зареєструвався як художник у реєстрі населення муніципалітету Еттен-Леур. Ван Гог створив свою майстерню в підсобній кімнаті церкви Еттен-Леур.
Під час карнавалу Еттен-Леур має дві назви. Оскільки раніше Еттен і Леур були окремими селами, вони обидва мали окрему карнавальну назву. Це все ще підтримується:
- Etten: Stijlorenrijk
- Leur: 't Zwaajgat

Голландський музей просто неба в Арнемі містить ферму, яка стояла в Еттен-Леурі до 1971 року.
У 2018 році журналіст Metro Джелмер Віссер стверджував, що Еттен-Леур не існує. За словами Віссера, це голландська версія Білефельдської змови.

## Світлини громади

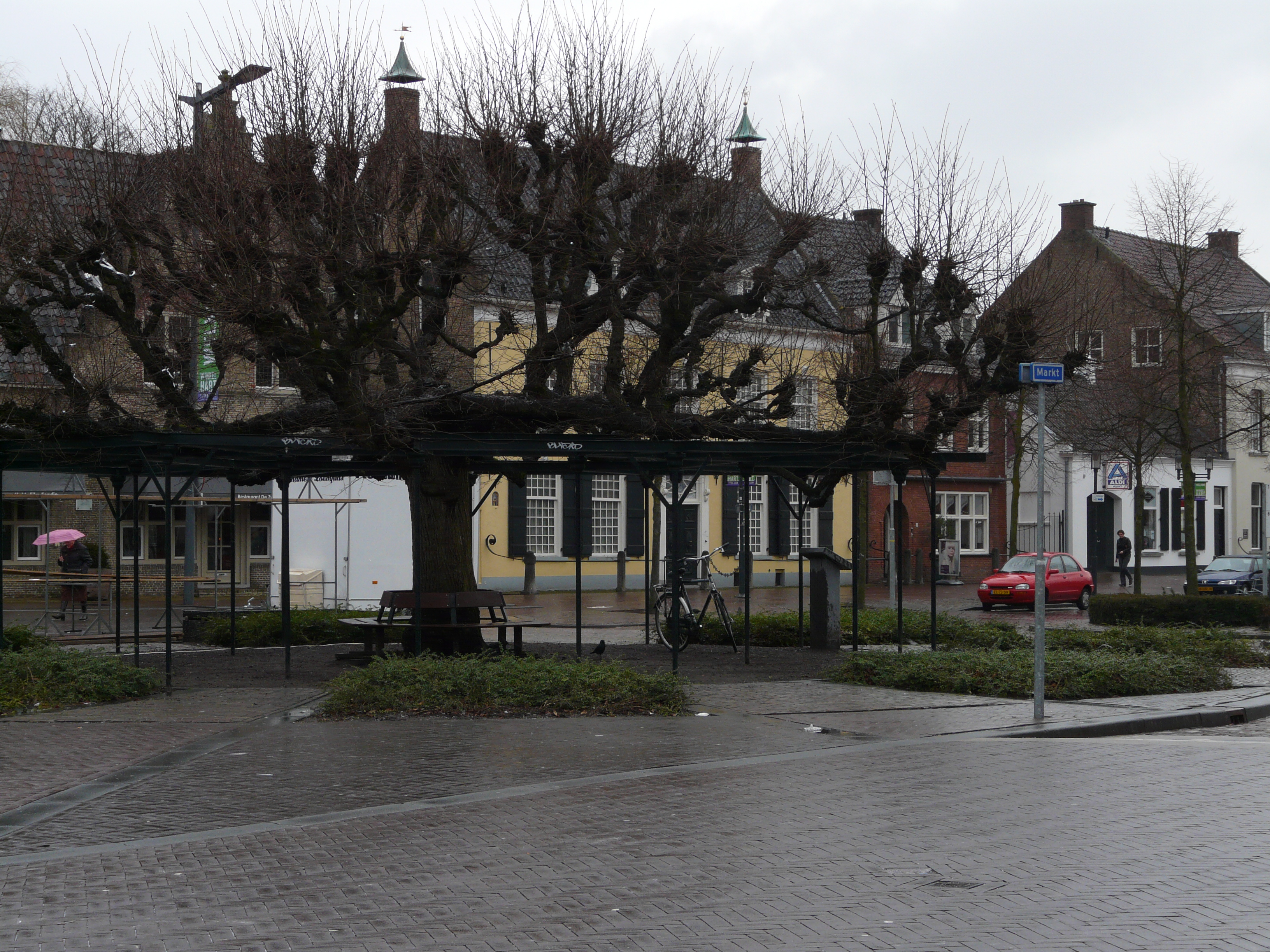
Липа на ринку 'De Moeierboom'
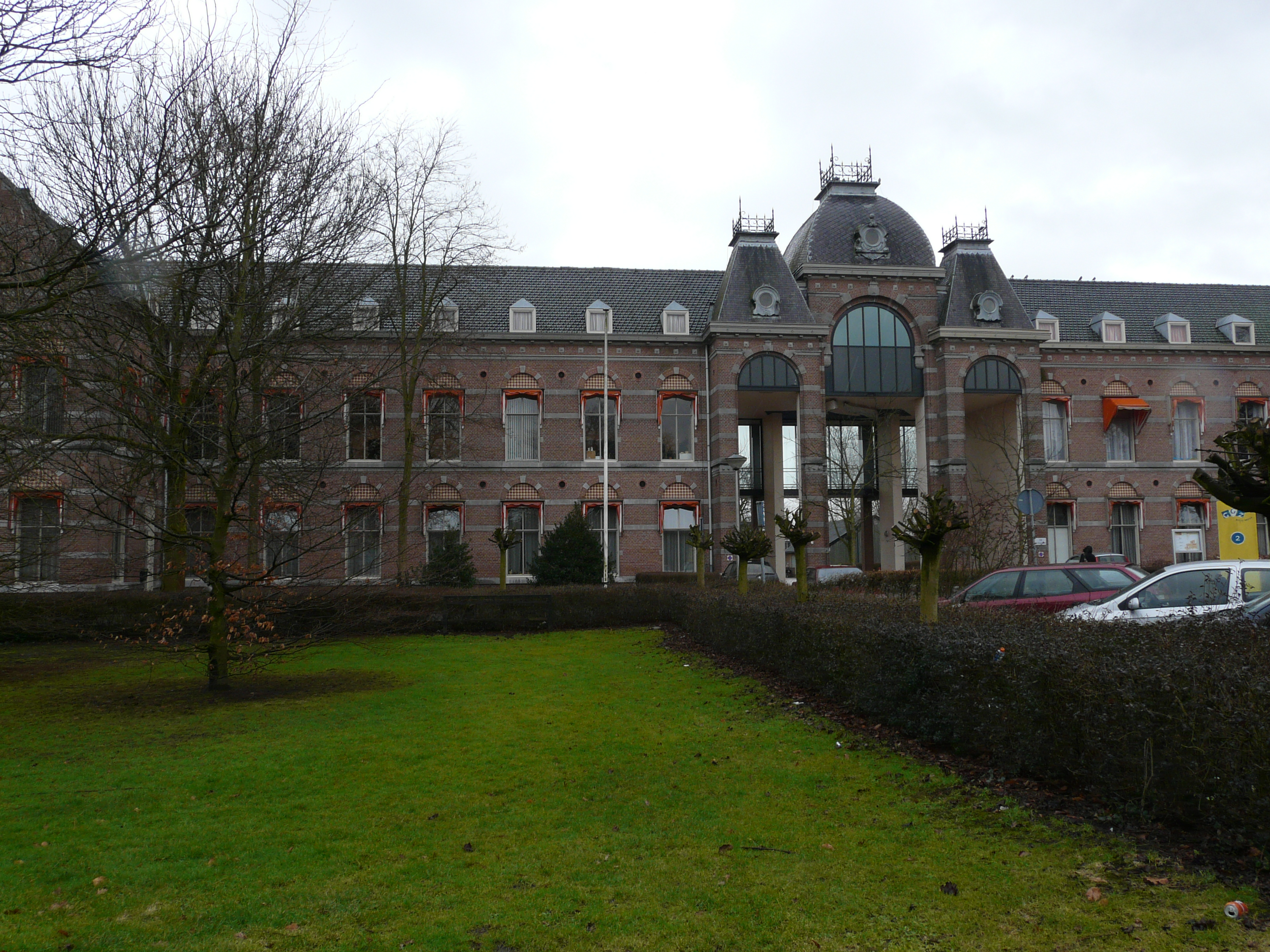
Het Hooghuys
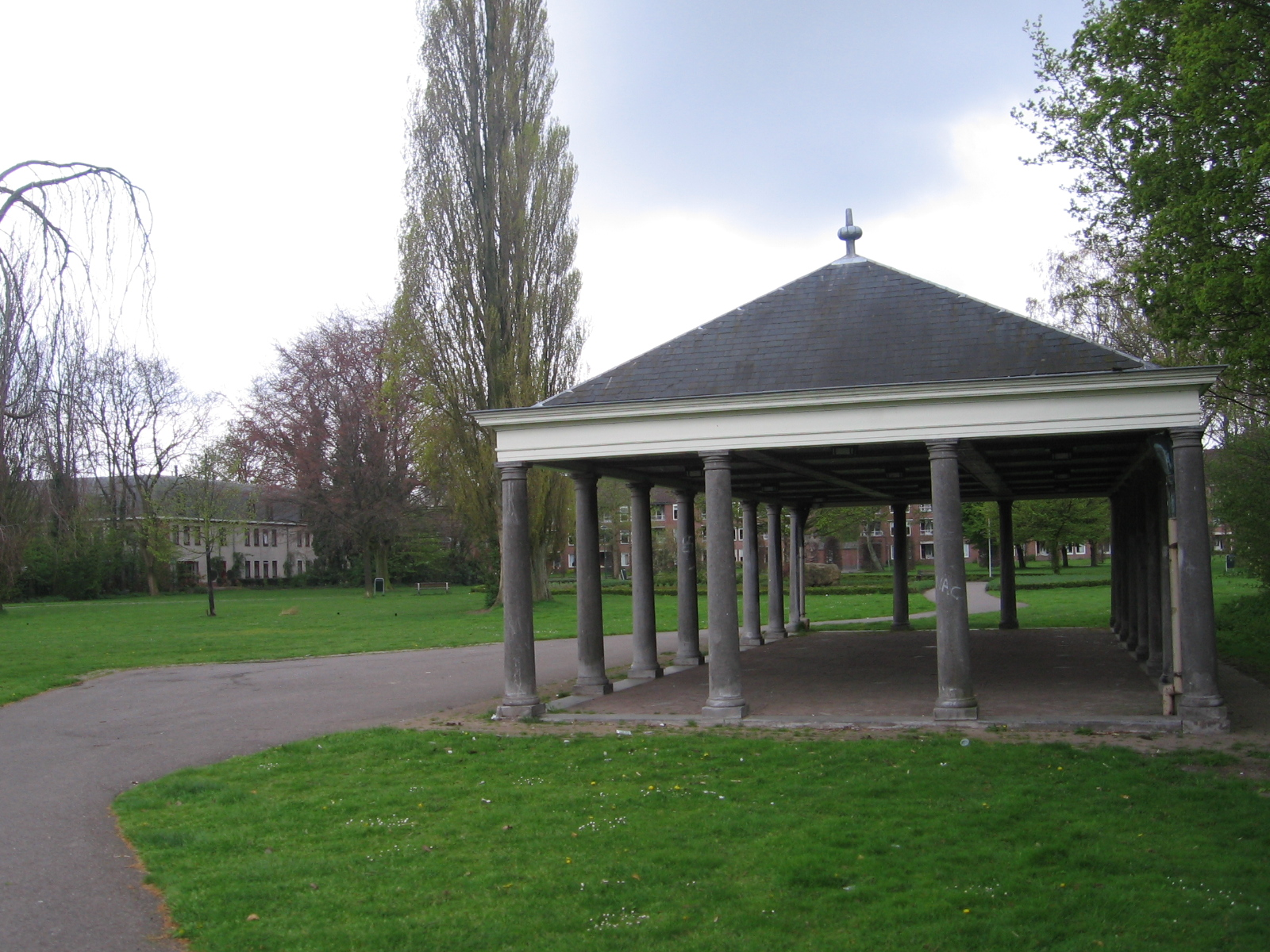
Waaggebouw
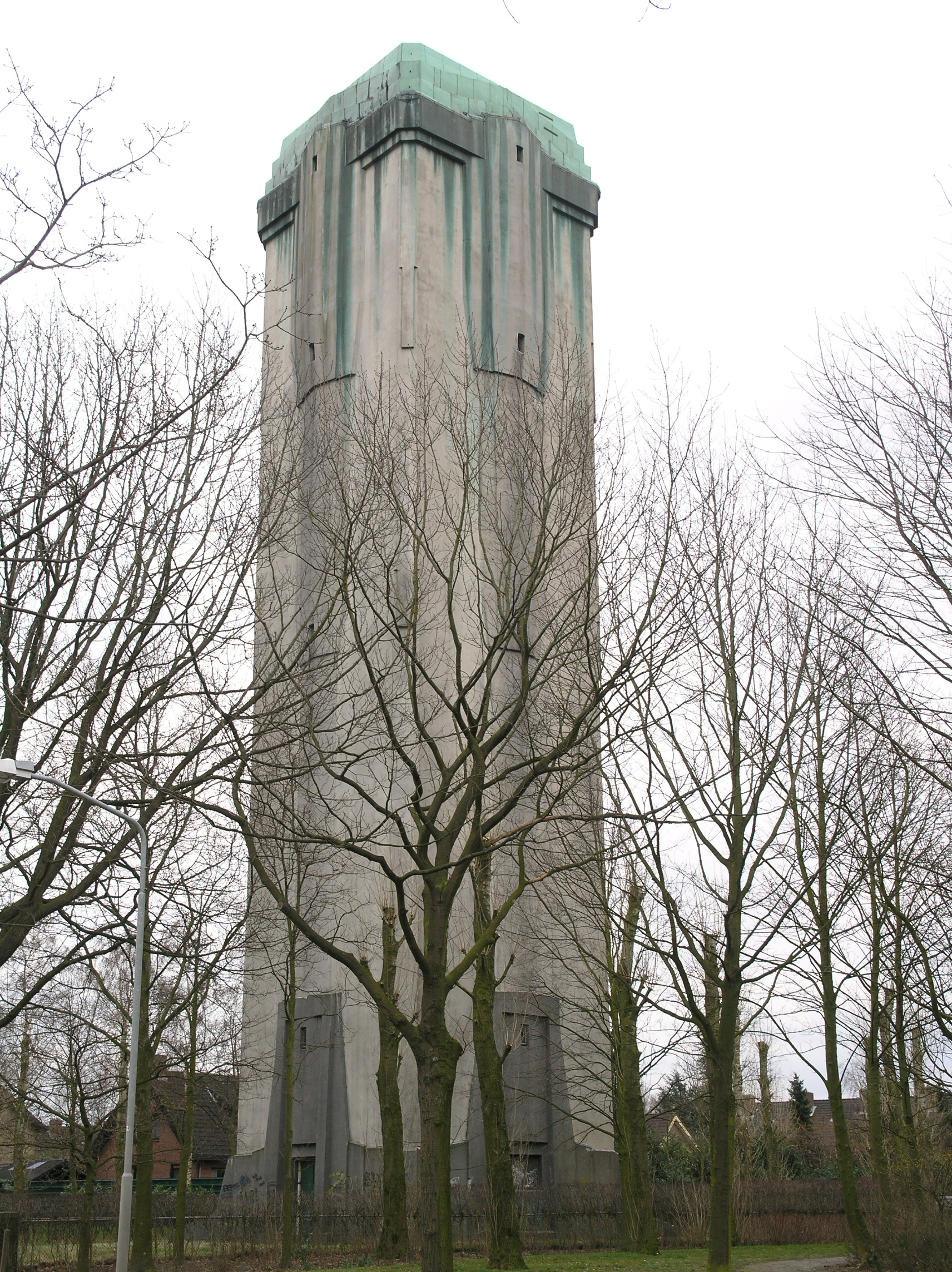
Стара водонапірна вежа
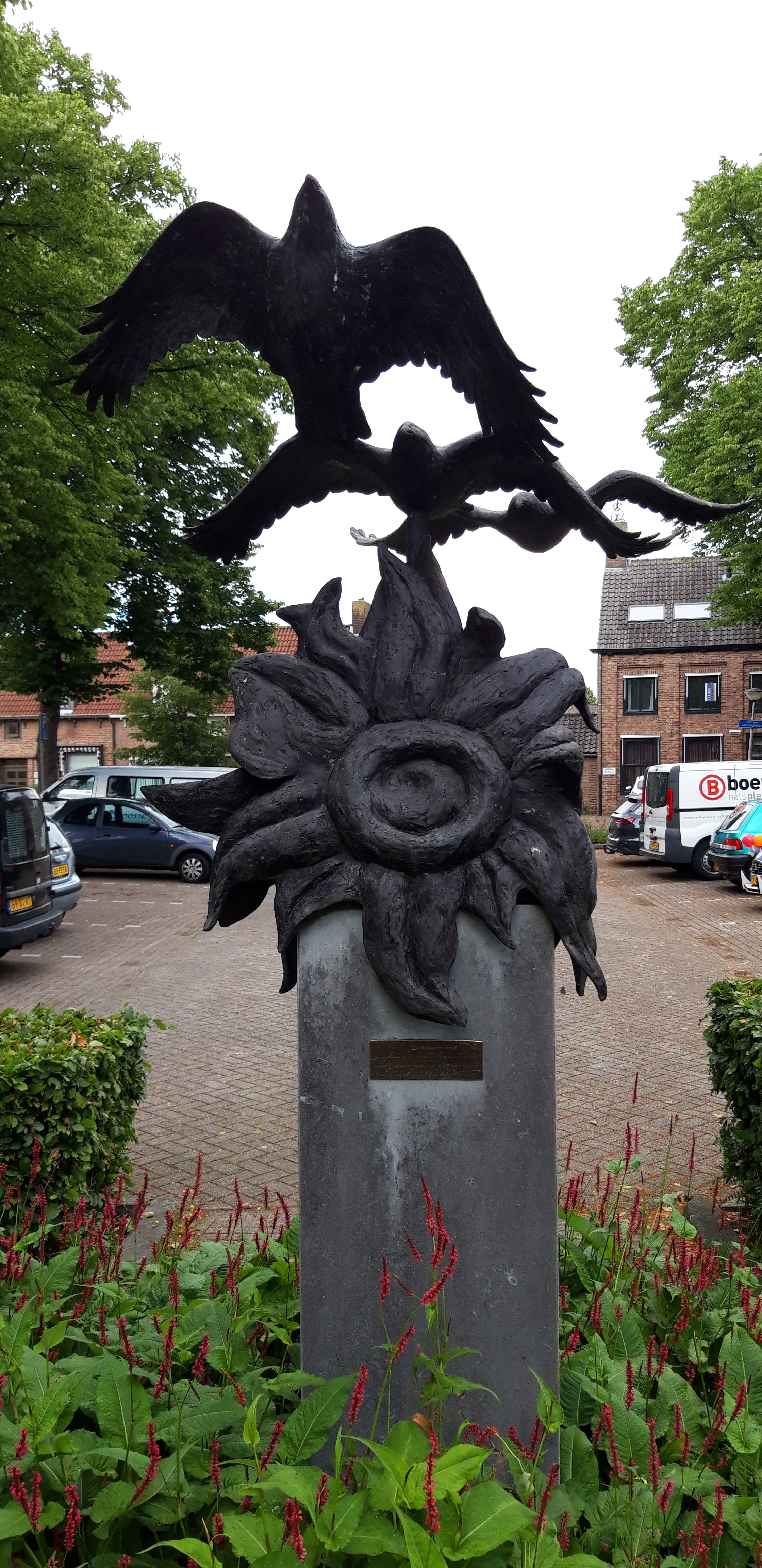
Пам'ятник Ван Гогу
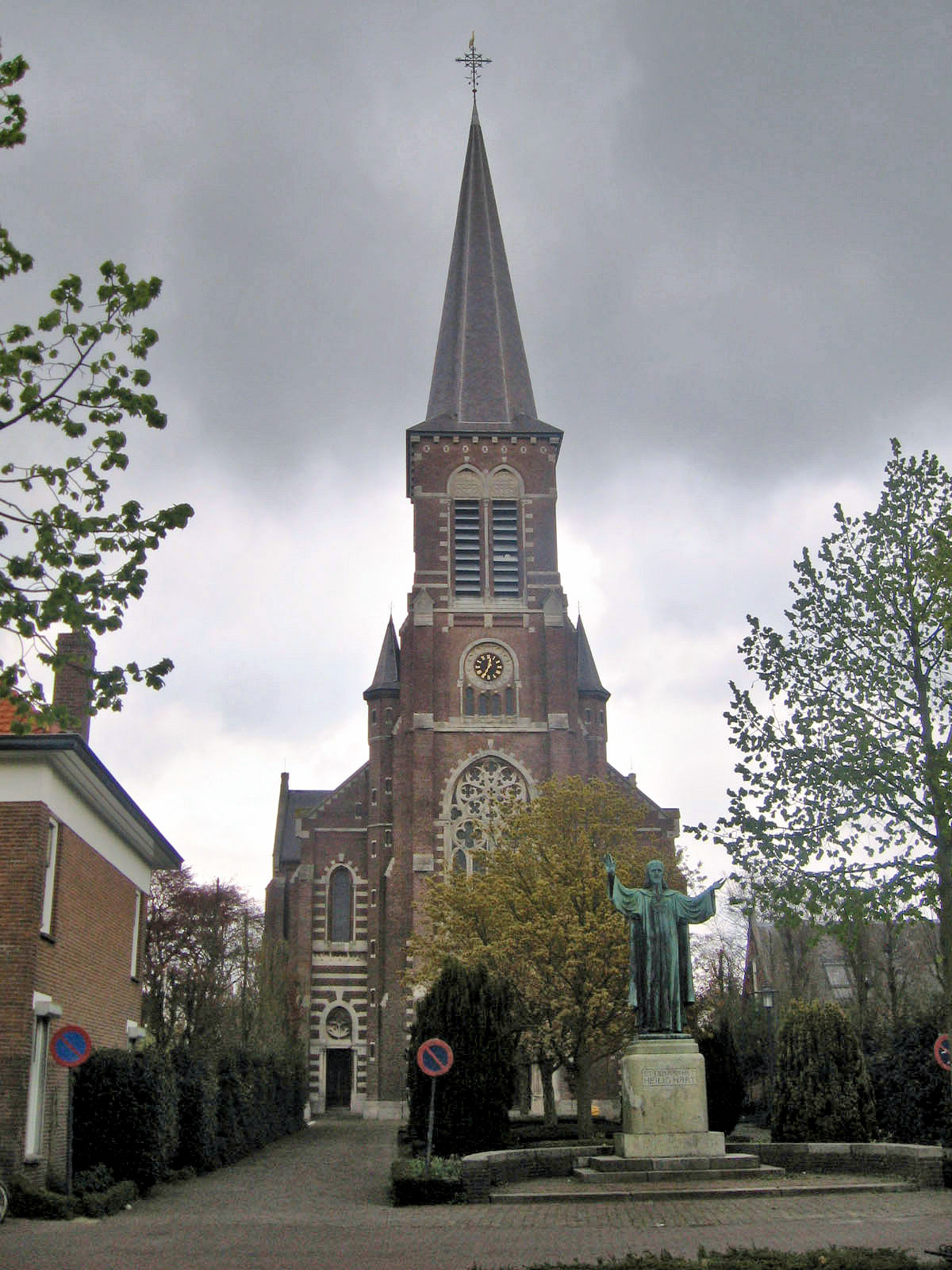
Костел Святого Ламберта
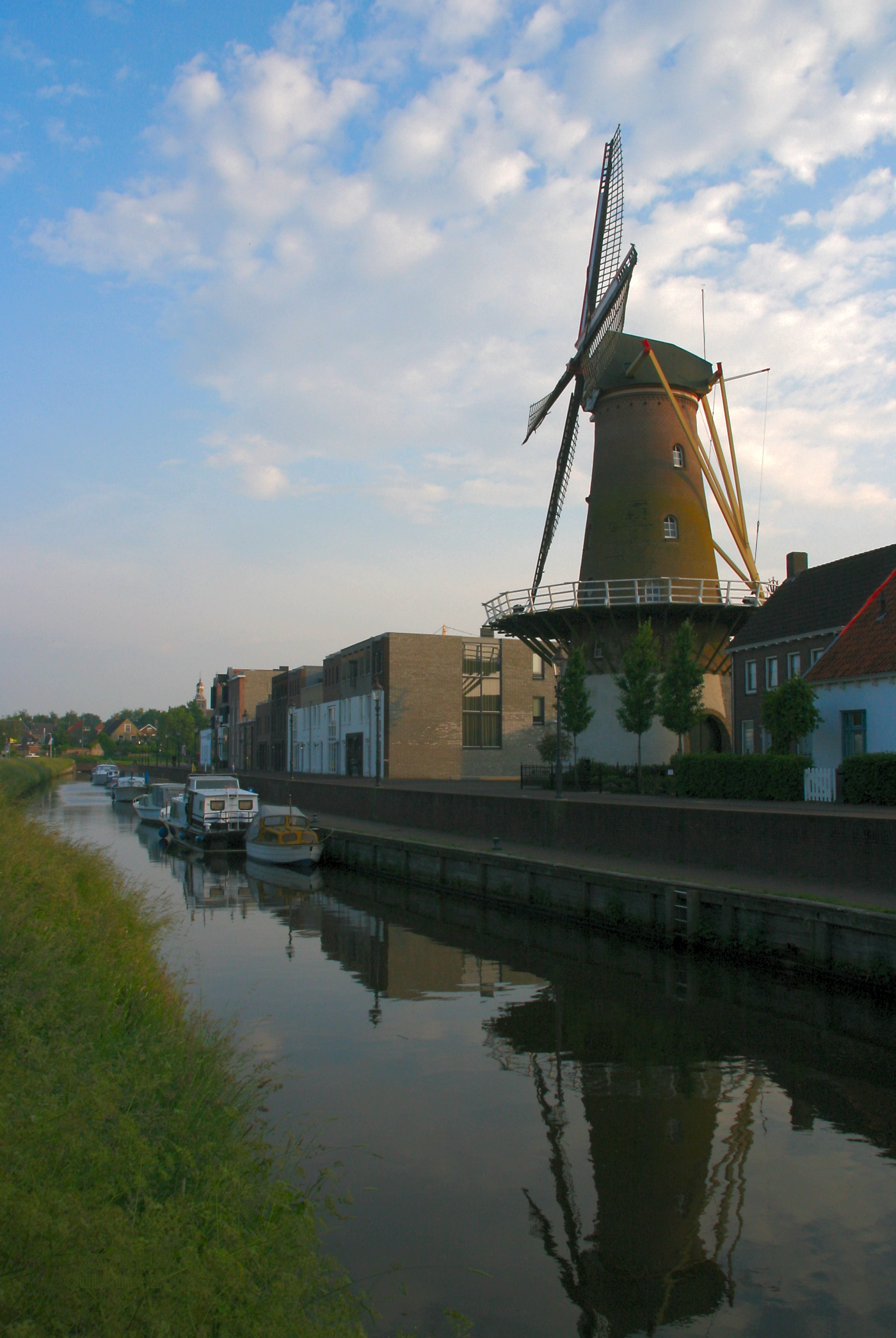
Млин де Ліль на гавані Лерсе